# Postmortem Под сянката на Георги Марков
„Postmortem Под сянката на Георги Марков“ е български документален филм на режисьора Росен Елезов от 2017 г.
Филмът представя част от живота на българския писател и дисидент Георги Марков. Включени са автентични записи с неговия глас по радио „Дойче веле“, докато чете собствените си есета.
„Postmortem Под сянката на Георги Марков“ е прожектиран по време на XXI Международен София Филм Фест.